# José Antonio Sanahuja Perales
José Antonio Sanahuja Perales (Madrid, 1962) és un politòleg i internacionalista espanyol. Llicenciat en Filosofia i Lletres (Rama historia contemporània) per la Universitat Autònoma de Madrid, cursa un Mestratge en Relacions Internacionals per la Universitat per a la Pau de Nacions Unides i es doctora amb premi extraordinari en Ciències Polítiques (Relacions Internacionals) per la Universitat Complutense de Madrid.

## Àrees de recerca
El professor Sanahuja és catedràtic de relacions internacionals i especialista en cooperació al desenvolupament, camp en el qual compta amb un bon nombre de publicacions i estudis de referència. Ha mantingut posicions crítiques cap a l'actual arquitectura de l'ajuda i la cooperació internacional al desenvolupament i el paper d'alguns organismes multilaterals, com el Fons Monetari Internacional i el Banc Mundial. En diferents treballs ha advocat per la reforma de la política espanyola de cooperació al desenvolupament. A més, s'ha especialitzat en les relacions entre la Unió Europea i Amèrica Llatina, des d'una visió europeista, i ha publicat diferents treballs sobre la política exterior i de cooperació espanyola. Com latinoamericanista, ha estudiat també la política exterior, el regionalisme i la integració llatinoamericana, realitzant estudis crítics sobre el "regionalisme obert", i ha plantejat la necessitat d'un "nou regionalisme" i un "regionalisme post-liberal" amb institucions més fortes. Les seves publicacions també s'han centrat en els problemes del multilateralisme, el desenvolupament i l'economia política internacional, parant esment als processos de canvi en el poder estructural, a partir d'una revisió crítica de les teories de Susan Strange i Robert W. Coix. Ha publicat nombrosos llibres i articles sobre aquests qüestions en revistes acadèmiques i en obres col·lectives. Alguns dels seus treballs s'han publicat en l'Anuari del Centre de Recerca per a la Pau (CIP) i en el seu successor, l'Anuari del Centre d'Educació i Recerca per a la Pau (CEIPAZ).

## Trajectòria
En 1995 s'incorpora a la Facultat de Ciències Polítiques i Sociologia (Universitat Complutense de Madrid) com a professor de Relacions Internacionals i deixeble del Professor Celestino de l'Arenal. Entre 2000 i 2003 va ser investigador associat del Departament d'Estudis d'Intermón Oxfam. Entre 2000 i 2001, i de nou de 2005 a 2010 va ser nomenat Vocal Expert del Consell de Cooperació al Desenvolupament, òrgan assessor i consultiu de la Secretaria d'Estat de Cooperació Internacional (Ministeri d'Afers exteriors i de Cooperació del Govern espanyol). De 2004 a 2010 ha estat Director del Departament de Desenvolupament i Cooperació de l'Institut Complutense d'Estudis Internacionals (ICEI). De 2010 a 2014 va ser Vicedegà de Recerca i Doctorat de la seva Facultat. És investigador associat del Centre d'Educació i Recerca per a la Pau (CEIPAZ). Ha treballat com a investigador i consultor amb la Secretaria d'Estat de Cooperació Internacional, la Creu Vermella Espanyola, el Parlament Europeu, la Comissió Europea, el Centre d'Estudis d'Amèrica Llatina i la Cooperació Internacional (CEALCI) de la Fundació Carolina, la Fundació EU-LAC (Unió Europea-Amèrica Llatina i el Carib), la Secretaria General Iberoamericana (SEGIB), la Coordinadora Regional de Recerques Econòmiques i Socials (CRIÏS), i altres entitats. En el seu treball de consultoria destaca l'elaboració, amb José Antonio Alonso i Christian Freres, de l'Estratègia Multilateral de la Cooperació Espanyola al Desenvolupament, aprovada en 2008.
Ha impartit cursos i conferències en diferents universitats espanyoles i d'altres països, entre ells l'Institut Tecnològic d'Estudis Superiors de Monterrey, Universitat Nacional Autònoma de Mèxic (UNAM), Institut Tecnològic Autònom de Mèxic (ITAM); Pontifícia Universitat Catòlica del Perú; Universitat Nacional Tres de Febrer (UNTREF), i Universitat Nacional de Sant Martín (UNSAM), a Argentina; la Universitat Centroamericana (Nicaragua); la Facultat Llatinoamericana de Ciències Socials (FLACSO), Universitat Nacional (Costa Rica), la Universitat de Miami (EUA), o l'Institut Universitari Europeu (EUI) a Florència (Itàlia). A Espanya, ha estat professor en nombroses universitats, així com al Centre d'Estudis Polítics i Constitucionals (CEPC), la Fundació Ortega y Gasset; l'Escola Diplomàtica (Ministeri d'Afers exteriors i de Cooperació); el Centre Superior d'Estudis de la Defensa Nacional (CESEDEN); i l'Institut General Gutiérrez Mellado (Madrid). Ha estat investigador visitant a la Universitat de Queensland (Austràlia) i Robert Schuman Fellow en l'Institut Universitari Europeu a Florència.
El Professor Sanahuja és membre de nombre de l'Associació Espanyola de Professors de Dret Internacional i Relacions Internacionals (AEPDIRI), de l'Associació Espanyola de Ciència Política i de l'Administració (AECPA) i de la Xarxa Espanyola d'Estudis del Desenvolupament (REEDES)

## Publicacions
- Integración y desarrollo en Centroamérica: más allá del libre comercio. (Coord., con José Ángel Sotillo), Madrid, La Catarata, 1998, ISBN 84-8319-030-3
- El sistema internacional de cooperación al desarrollo: una aproximación a sus actores e instrumentos (Con Manuel Gómez Galán). Madrid, CIDEAL, 1999. ISBN 84-87082-99-8
- Ayuda económica y seguridad nacional. La ayuda externa de Estados Unidos, del Plan Marshall a la posguerra fría. Madrid, Editorial Entinema, 1999. ISBN 84-8198-287-3
- La cooperación al desarrollo en un mundo en cambio. Reflexiones desde nuevos ámbitos de intervención. (Coord., con Manuel Gómez-Galán) Madrid, CIDEAL, 2001, ISBN 84-87082-16-5
- Altruismo, mercado y poder. El Banco Mundial y la lucha contra la pobreza, Barcelona, Intermón Oxfam, 2001, ISBN 84-8452-096-X
- Guerras, desastres y ayuda de emergencia. El nuevo humanitarismo internacional y la respuesta española. Barcelona, Intermón Oxfam, 2002, ISBN 84-8452-117-6
- América Latina y la Unión Europea: estrategias para una asociación necesaria. (Coord., con Christian Freres), Barcelona, Icaria/Instituto Complutense de Estudios Internacionales (ICEI), 2006, ISBN 84-7426-866-4
- "¿Un mundo unipolar, multipolar o apolar? El poder estructural y las transformaciones de la sociedad internacional contemporánea", en VV AA, Cursos de Derecho Internacional de Vitoria-Gasteiz 2007, Bilbao, Universidad del País Vasco, 2008, ISBN 978-84-9860-105-3, pp. 297-384
- "Del ‘regionalismo abierto’ al ‘regionalismo post-liberal'. Crisis y cambio en la integración regional en América Latina y el Caribe”, en Laneydi Martínez, Lázaro Peña y Mariana Vázquez (coords.), Anuario de la Integración de América Latina y el Gran Caribe nº 7, 2008-2009, Buenos Aires, Coordinadora Regional de Investigaciones Económicas y Sociales (CRIES), 2009, ISBN 980-317-196-8, pp. 11-54
- “Iberoamérica en la política española de cooperación al desarrollo. Los dilemas entre las identidades, los valores y los intereses”, en Celestino del Arenal (Coord.), España y América Latina 200 años después de la independencia. Valoración y perspectivas, Madrid, Real Instituto Elcano/Marcial Pons, 2009, ISBN 978-84-936991-0-9, pp. 193-247
- La construcción de una región. UNASUR y la integración en América del Sur. (Con Manuel Cienfuegos, eds.), Barcelona, CIDOB/Bellaterra, 2010, ISBN 978-84-92511-17-4
- América Latina y los Bicentenarios: una agenda de futuro. (Con Celestino del Arenal, coords.), Madrid, Fundación Carolina-Siglo XXI, 2010, ISBN 978-84-323-1460-5
- Las relaciones de la Unión Europea con América Latina y el Caribe. Reflexiones durante la presidencia española de 2010 (Con Tomás Mallo, coords.), Madrid, Fundación Carolina - Siglo XXI, 2011, ISBN 978-84-323-1487-2
- Construcción de la paz, seguridad y desarrollo. Visiones, políticas y actores (Coord.). Madrid, ICEI/Editorial Complutense, 2012, ISBN 978-84-9938-120-6
- "Las cuatro crisis de la Unión Europea", en Manuela Mesa (Coord.), Cambio de ciclo: crisis, respuestas y tendencias globales. Anuario 2012-2013. Madrid, CEIPAZ, 2012, ISSN 2174-3665, pp. 51-84
- "Las nuevas geografías de la pobreza y la desigualdad y las metas de desarrollo global post-2015", en Manuela Mesa (Coord.), El reto de la democracia en un mundo en cambio: respuestas políticas y sociales. Anuario CEIPAZ 2013-14, Madrid, CEIPAZ, 2013, ISSN 2174-3665, pp. 61-100
- “Narrativas del multilateralismo: «efecto Rashomon» y cambio de poder”, Revista CIDOB de Afers Internacionals, nº 101, abril de 2013, ISSN 1133-6595, E-ISSN 2013-035X, pp. 27-54
- “La Unión Europea y las finanzas globales (G20 y FMI)", en Esther Barbé (Dir.), La Unión Europea en las relaciones internacionales, Madrid, Tecnos, 2014, ISBN 978-84-309-6268-6, pp. 314-335
- “De los Objetivos del Milenio al desarrollo sostenible: Naciones Unidas y las metas globales post-2015”, en Manuela Mesa (coord.), Focos de tensión, cambio geopolítico y agenda global. Anuario CEIPAZ 2014-15, Madrid, 2015, CEIPAZ, ISSN 2174-3665, pp. 49-83
- Teorías de las Relaciones Internacionales (con Celestino del Arenal, coords.). Madrid, Tecnos, 2015 ISBN 978-84-309-6689-9